# Alfragide
Alfragide es una freguesia portuguesa del municipio de Amadora, distrito de Lisboa.

## Historia
A comienzos del siglo XVIII Alferragide estaba constituido por tres granjas agrícolas que disponían de fuentes de agua y estaban situadas en la zona sur de la freguesia eclesiástica de Benfica, cerca de su límite con la freguesia de Carnaxide.
A lo largo del siglo XVIII también se edificó la Quinta de Alferragide. En documentos y cartografía del siglo XVIII y del siglo XIX es habitual que este topónimo surja con la grafía de Alferragide, que presumiblemente designaría una buena tierra para producción de forraje animal para el ganado.
En 1979, con la creación del municipio de Amadora, por vía de escisión del municipio de Oeiras, esta fregresía fue integrada en el nuevo municipio.
El 28 de enero de 2013, partes de las extinguidas freguesias de Buraca y Damaia pasaron a formar parte de esta freguesia, que a su vez perdió terreno que pasó a formar parte de las nuevas freguesias de Águas Livres y Venteira todo ello en aplicación de una resolución de la Asamblea de la República de Portugal promulgada el 16 de enero de 2013.

## Demografía
| Gráfica de evolución demográfica de Alfragide entre 2011 y 2021 |
|                                                                 |
| Datos según el nomenclátor publicado por el INE portugués.      |

## Patrimonio
- Edificio de los Cabos d'Ávila, fábrica de cables eléctricos, considerado patrimonio industrial.
- Molino de Alto do Garoto.
- Molino da Quinta Grande.